# Hvorslev (plaats)
Hvorslev is een plaats in de Deense regio Midden-Jutland, gemeente Favrskov, en telt 246 inwoners (2007).

## Voormalige gemeente
Hvorslev was tot 1 januari 2007 een gemeente met een oppervlakte van 127,97 km². De gemeente telde 6900 inwoners waarvan 3560 mannen en 3340 vrouwen (cijfers 2005).
Bij de herindeling is de gemeente opgegaan in de nieuwe gemeente Favrskov

## Geboren
- Susanne Munk Lauritsen (1967), Deens handbalster